# Анхель Гарайсабаль
Анхель Гарайсабаль (ісп. Ángel Garaizábal), — баскський підприємець, президент клубу «Депортіво Алавес» з міста Віторія-Гастейс. В 1931—1934 роках 6-й, за ліком, президент головного футбольного клубу Алави.

## Життєпис
Анхель Гарайсабаль був із сім'ї впливової баскської знаті. Його предки керували громадою міста, відтак і Анхеля обирали в різні громадські асоціації. Коли в місті постав спортивний клуб Анхель став його акціонер-партнером, а в 1931 році його обрали очільником футболу міста, президентом «Депортиво Алавес».
Прийшовши до команди в часі її злету до еліти іспанського футболу, його завданням було утриматися в Ла-Лізі. Задля цього він повернув до команди Амадео Гарсію Саласара, у майбутньому головного тренера і зачинателя національної футбольної збірної Іспанії.
Незважаючи на сенсаційні перемоги над лідерами іспанського футболу, команда з баскської провінції чергувала їх із поразками. Але чимало гравців зарекомендували себе в очах тренерів і вболівальників, відтак кожного року декілька басків переманювали клуби з Мадриду, Барселони та Більбао. 
Відтак у сезоні 1933—1934 років команда опинилася знову в Сегунді, і лише масштабні військові дії в часі Громадянської війни в Іспанії спричинилися до відміни першості. І довелося Анхелю Гарайсабалю розпустити команду, а тренера відпустити до Мадриду. 